# De Tomaso Vallelunga
De De Tomaso Vallelunga is een sportwagen met middenmotor van de Italiaanse autofabrikant De Tomaso die tussen 1964 en 1967 geproduceerd werd. Het was het eerste productiemodel van het bedrijf en werd vernoemd naar het racecircuit Autodromo Vallelunga.

## Historiek
De Vallelunga was de eerste Italiaanse sportwagen met een centraal buizenframe en een middenmotor. Het prototype met roadster-carrosserie werd in 1963 aan het publiek gepresenteerd op het Autosalon van Turijn. Alejandro de Tomaso hoopte het ontwerp aan een ander bedrijf te verkopen, maar bij gebrek aan geïnteresseerden besloot hij om de wagen zelf uit te brengen en gaf hij Carrozzeria Fissore de opdracht om een aluminium carrosserie op zijn rollend chassis te ontwerpen. Fissore toonde de resulterende coupé op het Autosalon van Turijn in 1964. Een bijzonder kenmerk van dit ontwerp was dat het volledige carrosseriegedeelte achter de B-stijl als een geheel geopend kon worden.
Fissore bouwde een aantal exemplaren, waarvan een deel weer werden gesloopt omdat De Tomaso weigerde ze te kopen. In 1965 verplaatste De Tomaso de productie naar Ghia, waar 50 wagens gebouwd werden met een carrosserie van glasvezelversterkte kunststof op basis van het Fissore-ontwerp. Ghia deed het echter zonder het scharnierende achterste gedeelte.

## Specificaties
De Vallelunga wordt aangedreven door een 1,5-liter-vier-in-lijnmotor uit de Ford Cortina, gekoppeld aan een handgeschakelde vierversnellingsbak uit de Volkswagen Kever. De Tomaso installeerde twee dubbele carburateurs van Weber, wat resulteerde in een motorvermogen van 78 kW (104 pk), goed voor een topsnelheid van 215 km/u.
De coupé-carrosserie, die door Franco Maina van Fissore ontworpen werd, leek niet meer op de roadster die vooral op racen was gericht. De wagen was voorzien van koplampen die achter een plastic kap zaten en er was een grote panoramische achterruit.

## Fotogalerij

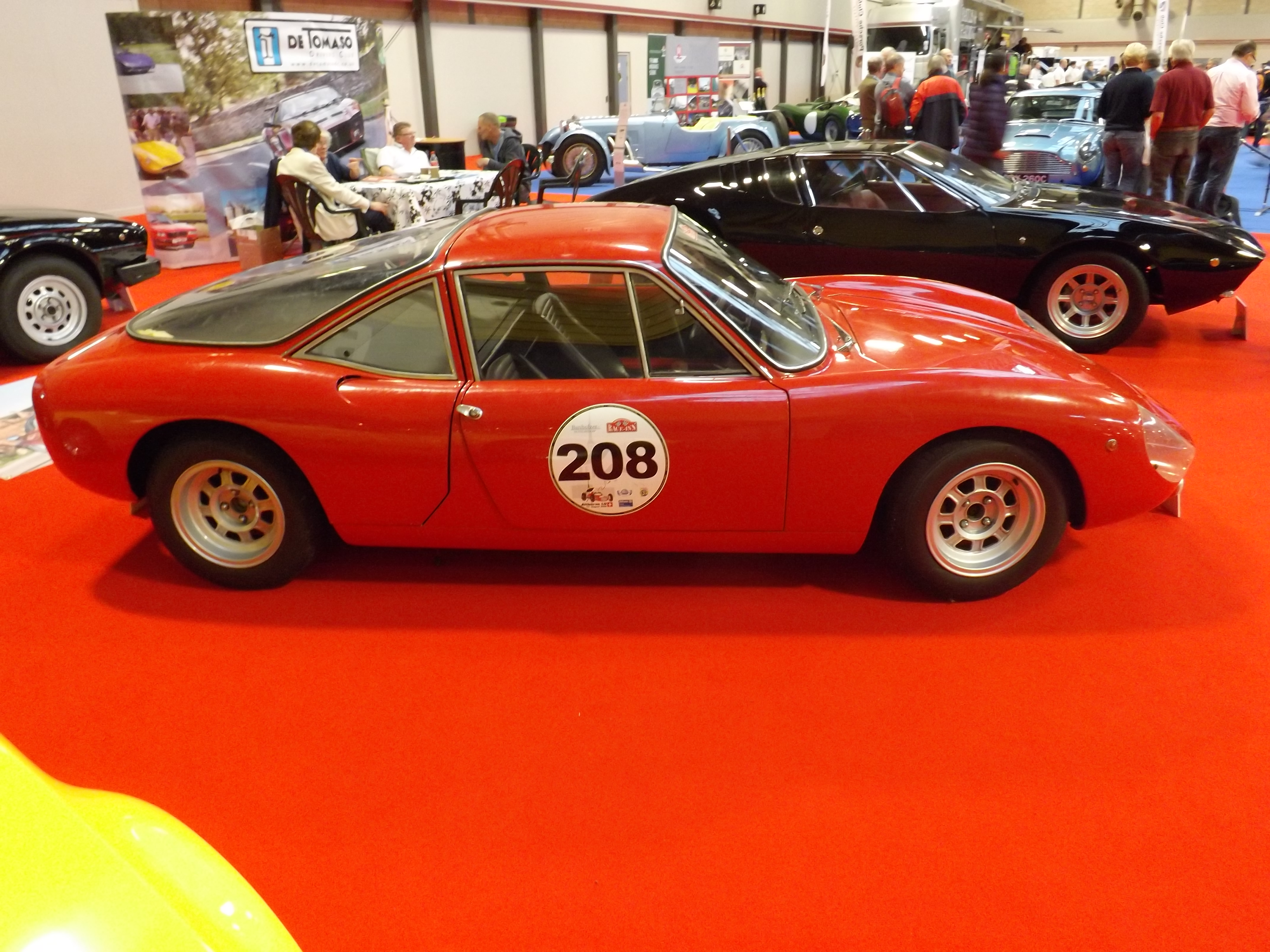
De Tomaso Vallelunga (Fissore) met het scharnierende achterste gedeelte
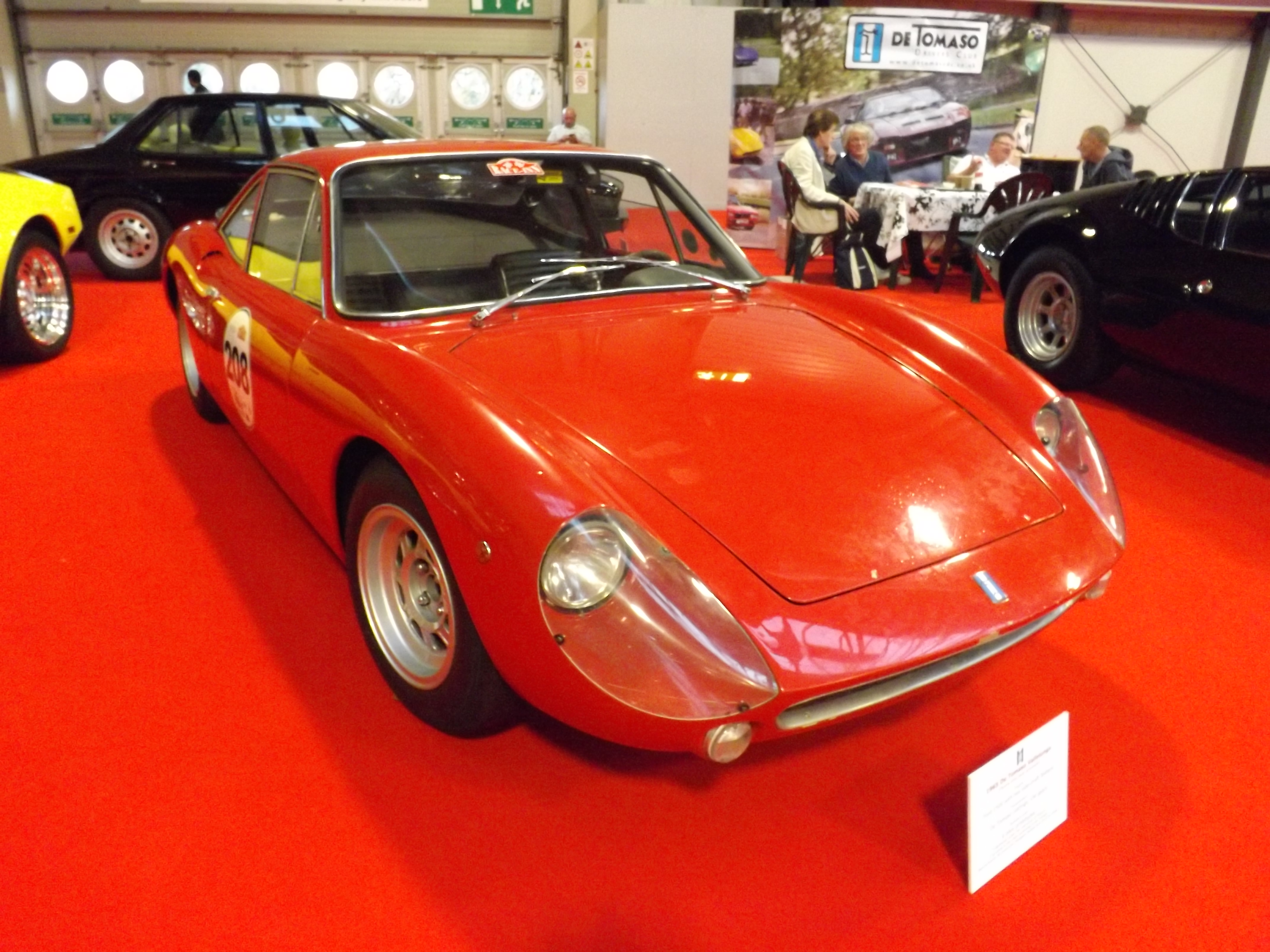
De Tomaso Vallelunga (Fissore), vooraanzicht
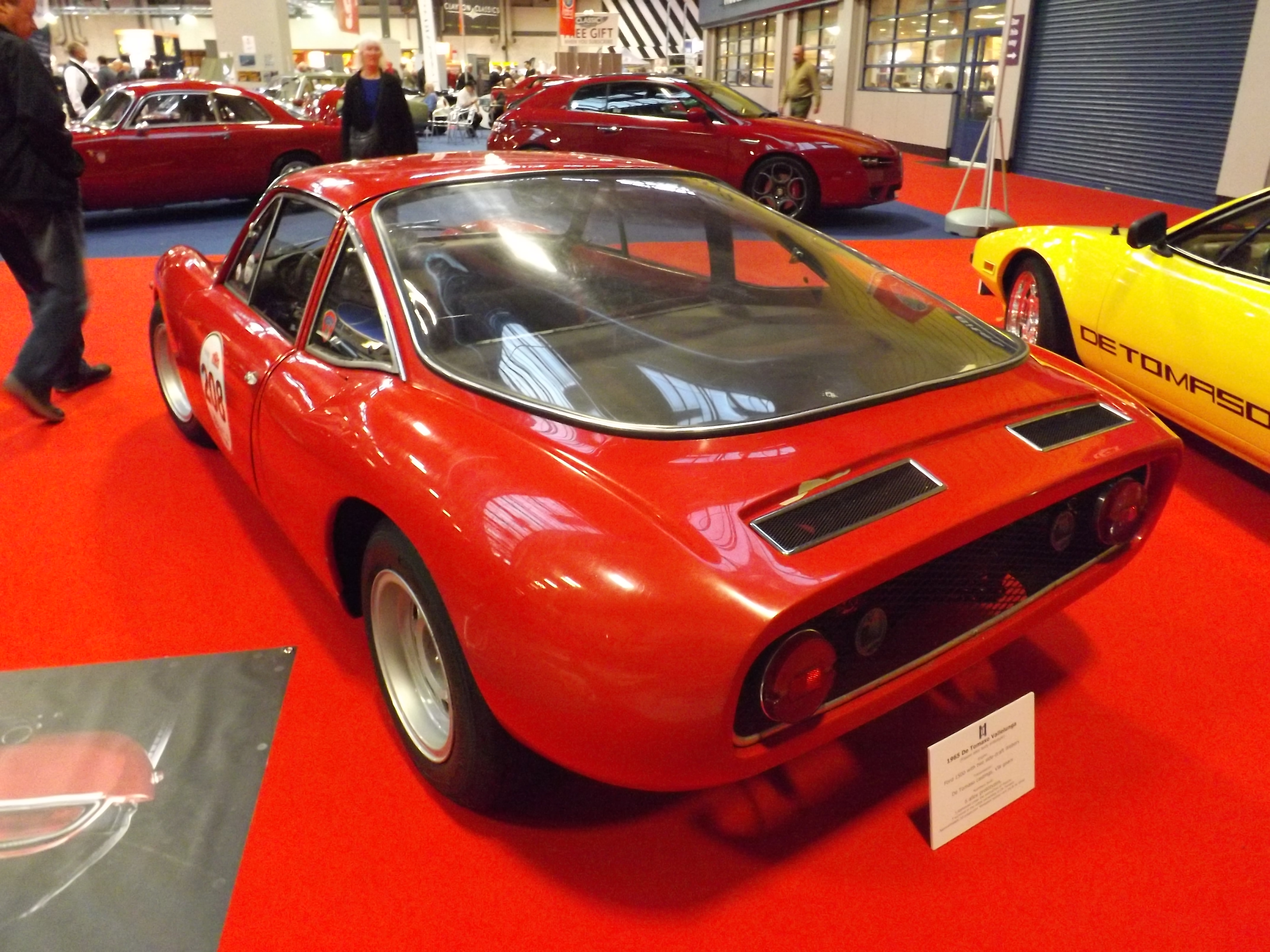
De Tomaso Vallelunga (Fissore), achteraanzicht
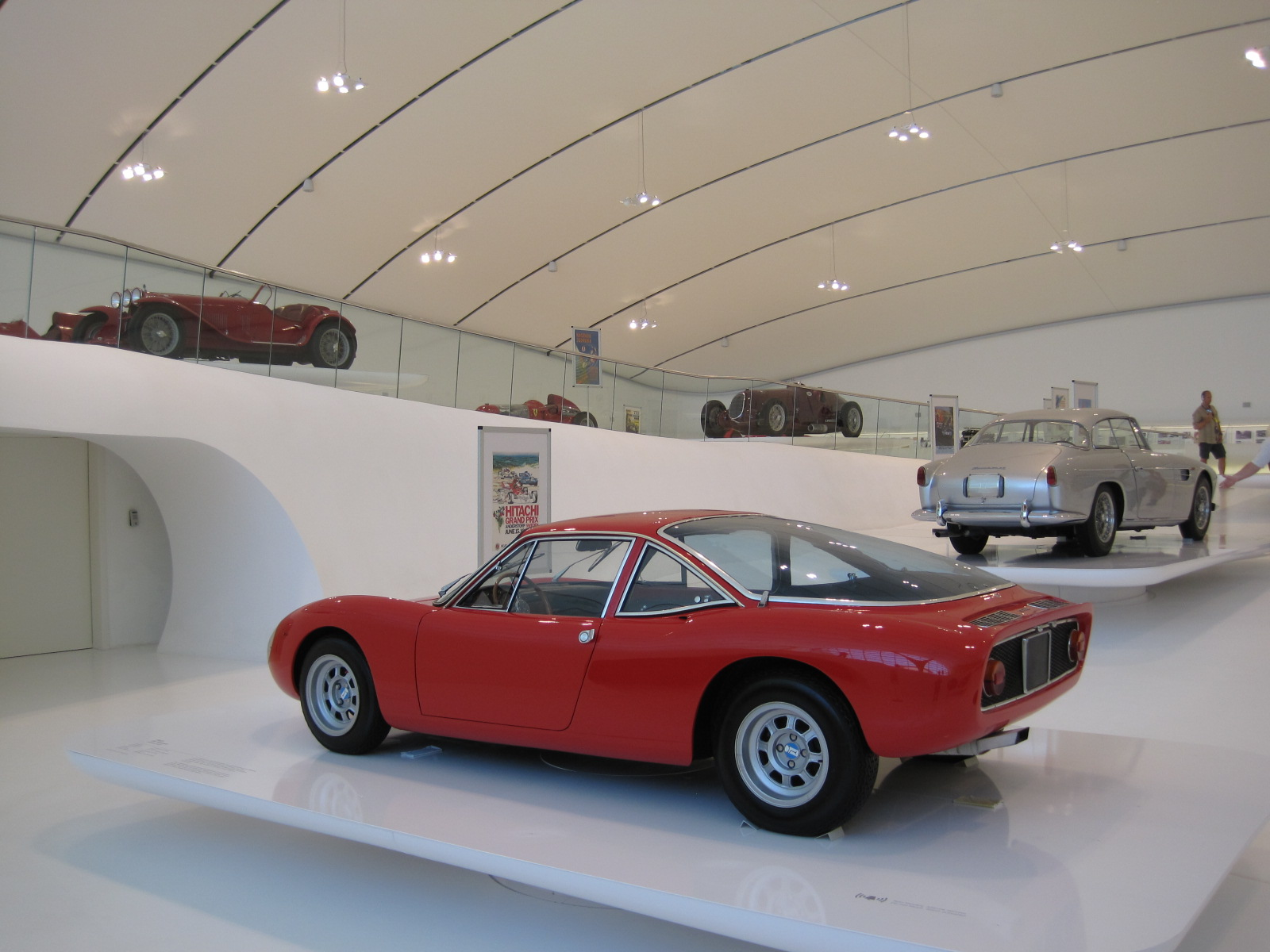
De Tomaso Vallelunga (Ghia)